# David Eigenberg
Pour les articles homonymes, voir Eigenberg.
David Eigenberg (né le 17 mai 1964 à Manhasset, New York) est un acteur américain.

## Biographie
Il est particulièrement connu pour le rôle de Steve Brady, petit ami d'une des quatre héroïnes, Miranda Hobbes, dans la série télévisée Sex and the City, un rôle qu'il reprend au cinéma en 2008. Il incarne ainsi un des rares rôles masculins récurrents, avec celui de « Mister Big », dans la série.
David Eigenberg apparaît aussi dans des épisodes d'autres séries, comme FBI : Portés disparus ou Les Experts.
Il a joué pour la première fois à l'âge de 12 ans, au théâtre dans Happy Birthday Wanda June de Kurt Vonnegut. Après le lycée, David Eigenberg s'enrôle dans les Marines, où il sert pendant trois ans.
Depuis 2013, David Eigenberg tient le rôle de Christopher Hermann dans la série télévisée Chicago Fire.

## Filmographie

### Cinéma
- 1993 : Daybreak Demain, l'espoir de Stephen Tolkin : Bucky
- 2002 : La Prophétie des ombres de Mark Pellington : Ed Fleischman
- 2004 : Garfield : Nermal (voix dans la version originale)
- 2004 : De pères en fils : John
- 2006 : Driftwood : Norris
- 2008 : Sex and the City, le film (Sex and the City) de Michael Patrick King : Steve Brady
- 2010 : Sex and the City 2 : Steve Brady
- 2013 : Robosapien: Rebooted : Allan

### Télévision
- 1997 - 1999 : Spécial OPS Force : Nick Delvecchio, « le Caméléon »
- 1999 - 2004 : Sex and the City : Steve Brady (VF : Guillaume Lebon)
- 2004 : FBI : Portés disparus, saison 3, épisode 3, À des années-lumière (Light Years) : Teddy Cota
- 2004 : Les 4400, saison 1, épisode 3 : Surhumain (The New & Improved Carl Morrissey) : Carl Morrissey
- 2005 : Ghost Whisperer, saison 1, épisode 2 : Hank Dale
- 2006 : Les Experts, saison 7, épisode Drôle d'endroit pour des rencontres (Toe Tags) : Gavin McGill
- 2007 : Monk, saison 5, épisode 11 : Monk a un ami (Mr. Monk Makes a Friend) : Tim Hayden
- 2008 : NCIS : Enquêtes spéciales, saison 6, épisode 9 : Domino 2e partie / Le Soleil et la Pluie : Ted Bankston
- 2008 : Cold Case : Affaires classées, saison 6, épisode 13 : Flash info : Nathan Kravet 1988
- 2009 : Urgences (série télévisée), saison 15, épisode 16 : Detective Trent Mallory
- 2010 : Esprits criminels (saison 5, épisode 14) : Agent Russel Goldman
- 2010 : Justified, saison 1, épisode 3 : Arnold Pinter
- 2012 : New York, unité spéciale (saison 13, épisode 22) : Dr. Hal Brightman
- depuis 2012 : Chicago Fire (série télévisée)  : Christopher Herrmann
- 2021–2025 : And Just Like That... : Steve Brady